# Шандор Вагнер
Шандор Вагнер (мађ. Wagner Sándor; (Пешта, 16. април 1838 — Минхен, 19. јануар 1919) био је мађарски сликар.
Своје сликарске почетке Шандор Вагнер везује за Хенрика Вебера чији је био ученик. Касније, између 1856. и 1864. године, преласком у Беч постаје ученик Карл фон Пилотија.

## Рани радови
Једна од првих слика му је слика Титус Дуговић (Један од бораца Хуњади Јаноша, учесника битке код Варне и Београдске кампање) коју је насликао 1859. године и сада се налази у Мађарској националној галерији, затим слика Изабела (Izabella), Мађарска краљица, коју је 1862. године урадио у литографији. Слика Изабела је у романтично - историјском духу са скривеном драматичном снагом самопосвећивања.

## Академски период
Када је 1866. године постао професор на Минхенској академији, и даље је своје мотиве налазио већином из народног живота. Пример за то је слика Бравура Хусара, Дебреценска трка, (Huszárbravúr, Debreceni csikósverseny)
Оставио је дубок траг у тадашњим минхенским уметничким круговима са својим идејама и стилом. Насликао је панорамски мотив где је представљен улазак Константина Великог. Често је одлазио за Италију где је налазио инспирацију и мотиве за своје слике. Своју повезаност за бившег учитеља Карла фон Пилота је утиснуо у фреску Матија побеђује Холубарта.
Између осталих најпознатији следбеник му је био Пал Мерсе Сињеи (Szinyei Merse Pál).